# SC Chemnitz 1892
Der Schwimm-Club Chemnitz von 1892 e. V. ist ein 1892 in Chemnitz gegründeter Verein für Schwimmsport, Wasserball und Triathlon. Mit etwa 1200 Mitgliedern ist er einer der größten Schwimmvereine in Sachsen.

## Abteilungen
Der SC Chemnitz 1892 hat die drei Abteilungen Schwimmen, Wasserball und Triathlon (seit 2008) und in diesen drei Sportarten etwa 1200 Mitglieder.
Mit je einem Team in der 1. Bundesliga Schwimmen der Herren und der Damen gehörte der SC Chemnitz einst zu den wichtigsten Mannschaften im deutschen Schwimmsport. Bei den Herren wurde in der Saison 2005/06 Rang vier, bei den Damen Rang acht erreicht. Mittlerweile sind beide Mannschaften in die 2. Bundesliga abgestiegen. Der bekannteste Schwimmer des Vereins ist der mehrfache Europameister Stev Theloke. Auch im Behindertensport ist der SC Chemnitz sehr erfolgreich. Hier ist vor allem Maria Götze zu nennen, die mehrfache Weltmeisterin und Goldmedaillengewinnerin der Paralympics 1996 in Atlanta ist.
Im Wasserball sind die Frauen seit 2001 in der Deutschen Wasserball-Liga vertreten und konnten seit 2012 auch mehrere deutsche Meistertitel beim Nachwuchs gewinnen. Die Männermannschaft des Klubs ist Stammgast in der 2006 ins Leben gerufenen 2. Wasserball-Liga Ost.

## Geschichte
Der Verein wurde in der Nacht vom 31. August zum 1. September 1892 von zwölf Männern gegründet, die zuvor regelmäßig gemeinsam im Stadtbad am Schlossteich geschwommen waren. Die neue Vereinigung trug den Namen Schwimm-Club Chemnitz und war der erste Schwimmverein auf Territorium des Königreichs Sachsen. Primäres Ziel war in den Anfangsjahren, das Schwimmerlernen einer großen Masse der Bevölkerung zu ermöglichen, um die Menschen vor dem Ertrinken zu bewahren und damit diese anderen Personen in Not helfen können. Unter Federführung des Vereins kam es 1895 zur Gründung des Sächsischen Schwimmer-Bundes, einem Vorläufer des Sächsischen Schwimm-Verbandes. In diesem Verband waren alle bis dahin existierenden sächsischen Schwimmvereine organisiert.
Im Jahr 1908 änderte der Verein seinen Namen in „Schwimmclub Chemnitz von 1892“. Um 1900 hatte der Verein rund 450 Mitglieder. Erste öffentlich ausgetragene Wettkämpfe der Damen fanden 1910 beim SC Chemnitz 1892 statt. im Jahr 1911 drängte die Vereinsführung darauf, in Chemnitz verpflichtend Schulschwimmunterricht einzuführen. Dieser wurde zunächst im Sommer von Lehrern durchgeführt. Ab 1914 wurde der Militärschwimmunterricht für das königlich-sächsische Infanterie-Regiment „Kronprinz“ beim SC Chemnitz durchgeführt. Während des Ersten Weltkriegs konnte der Vereinsbetrieb aufrechterhalten werden, auch das 25-jährige Jubiläum 1917 wurde gefeiert. Bis dahin hatten rund 1800 Personen kostenlos beim SC Chemnitz 1892 das Schwimmen gelernt.
Der Schwimmverein konnte 1921 einen ehemaligen Ziegelteich im Stadtteil Chemnitz-Borna zu einem eigenen Freibad ausbauen. Zuvor fanden die Aktivitäten des Vereins im Crusius-Bad oder im Hedwigbad (Hallenbad) statt. Das neu errichtete Bad wurde als „Lehmgrube Borna“ bekannt und hatte neben einfachen Schwimmanlagen auch einen Sprungturm. In den 1920er Jahren war der Zulauf in den Verein so groß, dass zeitweise keine neuen Mitglieder mehr aufgenommen werden konnten. Der SC Chemnitz richtete regelmäßig große Schwimmfeste mit auch internationaler Beteiligung aus. Neben Schwimmen und Wasserball waren inzwischen auch andere Gruppen zusammengekommen, so gab es beispielsweise inoffizielle Leichtathletik- und Fußballabteilungen.
Ab 1930 musste der Verein zum Trainieren in das Sommerbad in Chemnitz-Grüna umziehen, da der Pachtvertrag für die Lehmgrube Borna nicht verlängert wurde und es dort auch wiederholt Probleme mit der Wasserqualität gab. Jedoch gab es auch in Grüna Probleme, die den Verein wieder auf die ersten Domizile ausweichen ließen. Im Jahr 1935 konnte der SC Chemnitz 1892 in ein Freibad in Chemnitz-Erfenschlag umziehen, das deutlich bessere Bedingungen bot. Im gleichen Jahr kam es außerdem zur Eröffnung des neuen Chemnitzer Hallenbades, das den Schwimmbetrieb auch im Winter sicherstellte. Das Stadtbad verfügte unter anderem über ein 50-Meter- und ein 25-Meter-Becken.
Während der NS-Zeit wurde der Verein im Reichsbund für Leibesübungen gleichgeschaltet, die Vereinsarbeit diente ab dann der vormilitärischen Ausbildung. Dennoch konnte 1942 während des Zweiten Weltkrieges das 50-jährige Vereinsjubiläum gefeiert werden. Nach der Kapitulation Deutschlands konnte der Verein auf Befehl der Besatzungsmacht nicht wiedergegründet werden. In der DDR war im inzwischen in Karl-Marx-Stadt umbenannten Chemnitz vor allem die BSG Motor Schönau erfolgreich. Das Leistungszentrum des Sportclubs Karl-Marx-Stadt, zu dem auch Motor Schönau gehörte, konnte unter anderem 11 olympische Goldmedaillen und 21 Weltmeistertitel erzielen.
Nach der Deutschen Wiedervereinigung wurde Motor Schönau in „Sachsenhydraulik“ umbenannt. Vertreter dieses Vereins trieben fortan die Wiedergründung des SC Chemnitz vom 1892 voran, die am 25. Mai 1992 zustande kam. Zur Gründung hatte der Schwimmverein rund 400 Mitglieder, im November 1992 waren es bereits 600. Zum 1. Januar 1993 traten zudem etwa 400 Schwimmer des Sportclubs Chemnitz (Nachfolger des SC Karl-Marx-Stadt) in den Schwimm-Club Chemnitz von 1892 ein. Der Verein wurde damit wieder zum führenden Schwimmclub im Raum Chemnitz.